# Storstrøms amt
Storstrøms amt (danska: Storstrøms Amt) var ett amt i sydöstra Danmark. Amtet omfattade den södra delen av ön Själland samt öarna Lolland, Falster och Møn och ett antal mindre närliggande öar som Fejø, Femø, Askø, Masnedø, Bogø och Nyord. Namnet kommer från Storstrømmen, sundet som skiljer ön Falster från ön Själland.

## Administrativ historik
Storstrøms amt bildades i samband med kommunreformen 1970 genom en sammanslagning av Maribo amt och huvuddelen av Præstø amt.
Sedan januari 2007 är området en del av Region Själland.

## Kommuner
Storstrøms amt bestod av 24 kommuner:
| - Fakse kommun - Fladså kommun - Holeby kommun - Holmegårds kommun - Højreby kommun - Langebæks kommun - Maribo kommun - Møns kommun - Nakskovs kommun - Nykøbing Falsters kommun - Nysteds kommun - Næstveds kommun | - Nørre Alslevs kommun - Præstø kommun - Ravnsborgs kommun - Rudbjergs kommun - Rødby kommun - Rønnede kommun - Sakskøbings kommun - Stevns kommun - Stubbekøbings kommun - Suså kommun - Sydfalsters kommun - Vordingborgs kommun |

## Amtsborgmästare
- Søren Trolborg, Socialdemokratiet, 1970–1983
- Poul Christensen, Socialdemokratiet, 1984–1997
- Ivan Olsen, Socialdemokratiet, 1998–2004
- Bent Normann Olsen, Socialdemokratiet, 2004–2006

Denna lista hämtas från Wikidata. Informationen kan ändras där.